# Salvador Allende
Salvador Allende Gossens (Valparaíso, 1908. június 26. – Santiago de Chile, 1973. szeptember 11.) chilei orvos, politikus, 1970-től 1973. szeptember 11-éig Chile demokratikusan megválasztott elnöke. Baloldali politikus volt és az ország gazdaságát függetlenebbé kívánta tenni a világgazdaság ingadozásaitól, elsősorban pedig az Amerikai Egyesült Államok befolyásától, ezért a CIA támogatásával puccsot hajtottak vegre ellene, az államcsíny során pedig máig tisztázatlan körülmények között meghalt. A legelterjedtebb verzió szerint öngyilkosságot követett el, hogy ne kerüljön a junta kezére. Ezt követően vette kezdetét Augusto Pinochet majdnem két évtizedig tartó véres nacionalista, neoliberális diktatúrája.
Az amerikai imperializmus egyik legismertebb áldozata. Megbuktatása sokak szemében végleg aláásta az Amerikai Egyesült Államoknak a Szovjetunióval szembeni erkölcsi felsőbbrendűségébe vetett hitet. Mert bár az amerikai politika korábban sem riadt vissza a hasonló módszerektől (Vietnámban a baloldal megfékezésének érdekében az ország még egy nyílt háborúba is belekezdett), azonban korábban ennyire nyíltan talán sosem állt ki egy demokratikusan megválasztott vezető elleni puccs mellett.

## Életútja az elnökségig
Az 1920-as években, orvostanhallgatóként kezdett érdeklődni a politika iránt: részt vett a Carlos Ibáñez del Campo ezredes diktatúrája elleni tiltakozásokban. A Chilei Diákok Szövetségének (FECH) elnökhelyettesévé választották. 1929-ben belépett a szabadkőművesek közé és csatlakozott az Avance (Előre) mozgalomhoz. Mindkét szervezetben a későbbi politizálása szempontjából fontos kapcsolatokat épített ki. A Marmaduque Grove vezette Ibáñez-ellenes felkelés leverése után letartóztatták, később szabadon engedték. Ezt követően az 1933-ban alakult Szocialista Párt valparaísói szervezetének titkára lett; 1937-től a párt parlamenti képviselője.

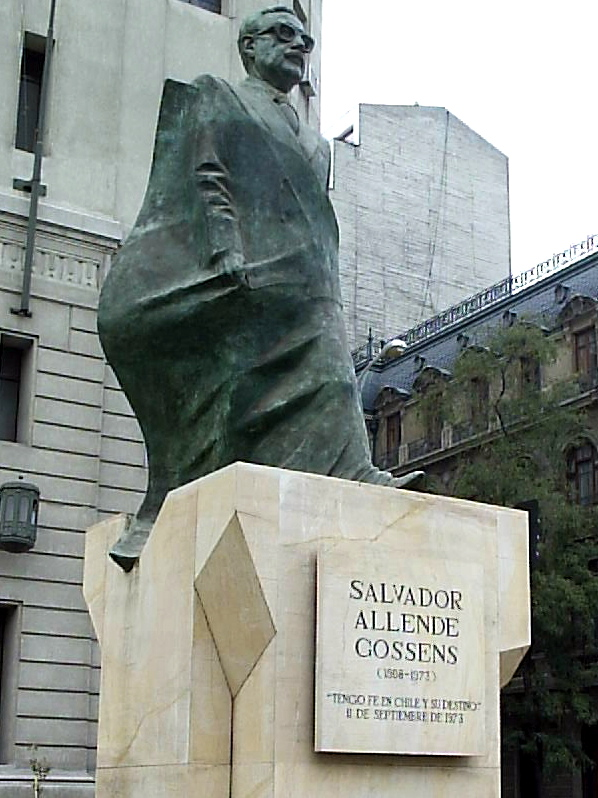
Allende szobra a chilei elnöki palota előtt (2000)

1938-tól 1940-ig egészségügyi miniszter a radikális párti Pedro Aguirre Cerda kormányában. 1945-ben nagy többséggel a valparaísói körzet szenátorává választották. Az 1952-es elnökválasztásokon jelölt, de csak a negyedik helyet sikerült elérnie. 1954-től a szenátus elnökhelyettese. 1958-ban ismét elnökjelölt egy baloldali koalíció színeiben, de alulmaradt a konzervatív Jorge Alessandri Rodríguezszel szemben. 1964-ben szintén jelölt, ekkor a kereszténydemokrata Eduardo Frei győzte le.
1966-ban a szenátus elnökévé választották. 1968-ban személyes védelme alá helyezte az Ernesto Che Guevara vezette bolíviai gerillahadsereg túlélőit; emiatt sok támadás érte, követelték a lemondását. Ugyanebben az évben elítélte a Varsói Szerződés csapatainak prágai bevonulását.
1969-ben létrejött a chilei Népfront (Unidad Popular), amely a szocialistákat, a kommunistákat és más kisebb baloldali pártokat tömörítette. A Népfront Allendét jelölte az 1970. szeptember 4-ei elnökválasztásra; ezen a szavazatok 36,2%-át szerezte meg – 1,3%-kal többet, mint riválisa, Alessandri. Mivel azonban egyikük sem szerzett abszolút többséget, a végső döntést a chilei alkotmány alapján a parlamentnek kellett meghoznia. Itt a baloldali pártok a kereszténydemokraták segítségével Chile elnökévé választották Allendét. A támogatásért cserébe az elnök támogatta a kereszténydemokraták tízpontos alkotmánymódosítási javaslatát.
A választást követően, még beiktatása előtt, Allende ellen sikertelen merényletet kíséreltek meg.

## Elnöksége
Elnökké választása után Allende helyreállította a diplomáciai kapcsolatokat Kubával, Mexikóhoz és Kanadához hasonlóan elutasítva az Amerikai Államok Szervezetének erre vonatkozó tilalmát. 1971. november 10. és december 4. között Fidel Castro hivatalos állami látogatást tett Chilében. Országjárása során mindenütt nagy tömegek üdvözölték, azonban a szokatlanul hosszúra nyúló látogatás kényelmetlen helyzetbe is hozta Allendét, mivel politikai támadási felületet nyújtott a jobboldal számára.
Az Allende-kormány gazdaságpolitikáját a stratégiai fontosságú iparágak államosítása jellemezte: mindenekelőtt az ország exportbevételeinek túlnyomó részét szolgáltató réziparé, amelynek korábban a 80%-a USA-beli konszernek kezében volt. Hosszú távon az összes magánvállalat és bank államosítását tervezték, valamint egy 20 000 km²-nyi nagybirtok felosztásával járó agrárreformot. A reformok célja az volt, hogy csökkentsék Chilének a világgazdaságtól és mindenekelőtt az USA-tól való függését.
A reformok rövid távon lényegesen javították a munkavállalók helyzetét, a hagyományosan magas inflációt csökkentették, a reálbérek növekedtek. A külföldi nyomás és a gazdaságpolitikai hibák miatt azonban hamarosan romlott a helyzet: a gyorsuló infláció felemésztete a bérnövekedést, az árbefagyasztások áruhiányhoz vezettek. Különböző szociális programok révén csökkent viszont a gyermekhalandóság és a munkanélküliség.
Az államosítások a külföldi tőke Chiléből való elmenekülését eredményezték, a beruházások drasztikusan lecsökkentek, az USA kereskedelmi embargót vezetett be Chilével szemben. Mivel a szociális programok fedezete egyre kevésbé volt biztosítva, a kormány a bankópréshez nyúlt: az infláció 1972-ben már elérte a 150%-ot.
1973-ra a chilei gazdaság gyakorlatilag összeomlott, az 1970-es szinthez képest a bérek reálértéke 32̥%-ra csökkent. 
A nehéz helyzetben megélénkültek az ellenzéki tiltakozások. A kormány ellen tüntettek a diákok és a teherautó-sofőrök is. 

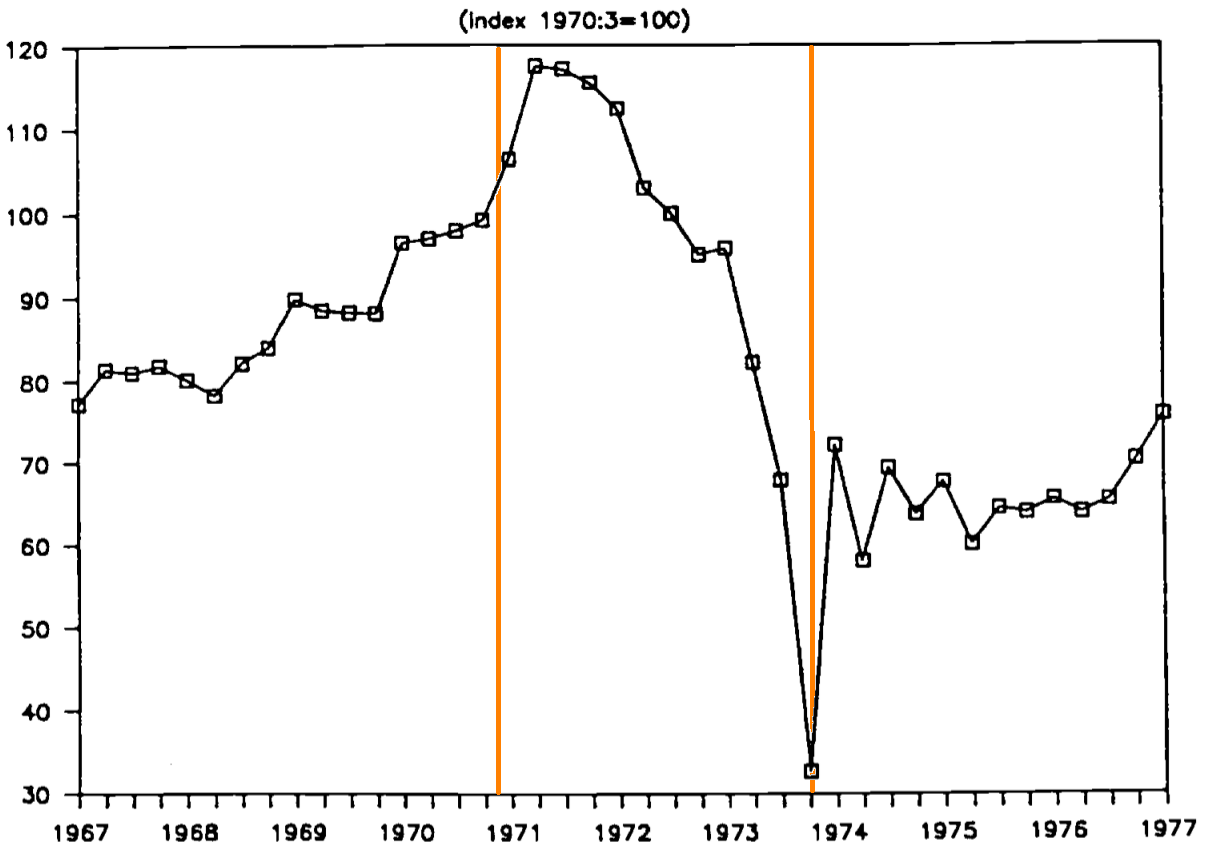
A chilei bérszínvonal alakulása 1967-1977 között. Allende 1970 és 1973 közötti elnöksége alatt a bérek reálértéke az 1970-es szint mindössze 32̥%-ára csökkent.

## A puccs
1973. augusztus 22-én a chilei törvényhozás 81:47-es szavazataránnyal megállapította, hogy a kormány több alkalommal súlyosan megsértette az alkotmányt, és felszólított az alkotmányos rend helyreállítására, gyakorlatilag Allende elnök és kormányának eltávolítására. Allende válaszában megállapította, hogy a parlament jobboldali többségének indítványa nem kapta meg az alkotmányosan szükséges kétharmados támogatást, ezért nem távozik posztjáról, és puccs előkészítésével vádolta meg a parlamenti többséget. A törvényhozás döntése később ürügyül szolgált Augusto Pinochet tábornok hadsereg-főparancsnok számára a kormány elleni fegyveres fellépésre. Két hétre rá sor került Chile történetének legnagyobb tömegtüntetésére: Santiago de Chilében 700 ezer ember demonstrált Allende mellett. Az elnök ennek hatására úgy döntött, hogy népszavazást ír ki a hivatalban maradásáról. Szeptember 9-én közölte a Chilei Hadsereg (Ejército de Chile) főparancsnokával, Augusto Pinochettel, hogy a referendum kiírását szeptember 11-én fogja bejelenteni.
Allende szeptember 11-én reggel arról értesült, hogy Chilei Haditengerészet (Armada de Chile) Valparaísóban fellázadt és követelte a lemondását. Később telefonon is beszélt a puccsistákkal, akik visszalépéséért cserébe felajánlották neki az országból való szabad eltávozást. Allende visszautasította az ajánlatot, mire a Chilei Légierő (Fuerza Aérea de Chile) megkezdte a kormányzati negyed bombázását; a puccshoz a szárazföldi haderő, a Chilei Hadsereg (Ejército de Chile) és a Chilei Csendőrség (Carabineros de Chile) is csatlakoztak. Az elnöki palotát szárazföldi egységek is ostrom alá vették. Az elnök az utolsó pillanatban öngyilkos lett AK–47-es gépkarabélyával, amint azt a későbbi szakértői vizsgálat is megállapította.
A puccs vezetője az az Augusto Pinochet volt, akit korábban egyértelműen az elnök híveként tartottak számon. A hatalomátvételt követően a CIA azt állította, hogy nem volt „közvetlen szerepe” a történtekben; Henry Kissinger amerikai külügyminiszter szerint a puccsot nem az Amerikai Egyesült Államok „követte el”, de „megteremtette a legfontosabb feltételeit”. A már nyilvános dokumentumok szerint azonban az USA kormánya és a CIA 1970-től kezdve folyamatosan tervezte Allende megbuktatását.

## Családja
Allende 1940-ben házasodott össze a nagypolgári családból származó Hortensia Bussival. Lányuk, Isabel Allende Bussi 2003-ban a chilei parlament alsóházának elnöke lett. Könyve alapján 1993-ban megrázó játékfilm készült Antonio Banderas főszereplésével.

## Érdekességek
A szocializmust megvalósítását tervező kormányának demokratikus megválasztása, továbbá rejtélyesnek tűnő halála népszerűvé tette a nemzetközi baloldalon. Kevéssé ismert azonban – és csak az utóbbi években kapott publicitást –, hogy Allende a két világháború között antiszemita nézeteket vallott, összefüggést látott az etnikai hovatartozás és bűnözői hajlam között, továbbá fontosnak vélte a mentális betegek sterilizálását.